# Nordvorpommern (district)
Districtul Nordvorpommern este un Kreis în landul Mecklenburg-Pomerania Inferioară, Germania.